# Distretto di Manuel Antonio Mesones Muro
Il distretto di Manuel Antonio Mesones Muro è uno dei  sei distretti della provincia di Ferreñafe, in Perù. Si trova nella regione di Lambayeque e si estende su una superficie di 200,57 chilometri quadrati.

Istituito il 17 febbraio 1951, ha per capitale la città di Manuel Antonio Mesones Muro; nel censimento del 2005 contava 4.211 abitanti.